# Reza Ghoochannejhad
Reza Ghoochannejhad Nournia (iransk: رضا قوچان‌نژاد, født 20. september 1987) er en hollandsk-iransk fodboldspiller, der spiller for den Heerenveen og for Irans fodboldlandshold, hovedsageligt som angriber. Han har tidligere repræsenteret blandt andet Ajax, Standard Liège og Charlton.